# Kamiennik (Masyw Śnieżnika)
Kamiennik (niem. Steinbusch, 586 m n.p.m.) - szczyt w południowo-zachodniej Polsce, w Sudetach Wschodnich, w Masywie Śnieżnika - Krowiarkach.

## Położenie
Wzniesienie, położone w Sudetach Wschodnich, w północno-zachodnim ramieniu Masywu Śnieżnika, w północno-zachodniej części Krowiarek, we wschodniej części masywu Żelaznych Gór. Na południowym zachodzie łączy się z Żeleźniakiem, który jest ich najwyższą kulminacją. Od Kamiennika odchodzą dwa ramiona. Są to: północne, z bezimiennymi kulminacjami, zamykające od wschodu kotlinę Piotrowic Górnych i rozgałęziające się w kierunku Romanowa oraz południowe, ciągnące się w kierunku centrum Nowego Waliszowa.

## Budowa geologiczna
Szczyt zbudowany jest ze skał metamorficznych, należących do metamorfiku Lądka i Śnieżnika i powstałych w neoproterozoiku lub starszym paleozoiku, przede wszystkim z łupków łyszczykowych, niewielkie fragmenty utworzone są z łupków łyszczykowych z granatami, wapieni krystalicznych (marmurów kalcytowych i dolomitowych), amfibolitów serii strońskiej.
Na szczycie i grzbiecie północnym występują liczne skałki wapienne oraz usypiska głazów.

## Górnictwo
Na grzbiecie na północny zachód od szczytu, na grzbiecie, znajduje się nieczynna sztolnia po działalności górniczej lub poszukiwawczej. Na północno-wschodnim zboczu Kamiennika znajduje się czynny kamieniołom wapienia krystalicznego. Wyrobiska opuszczonych łomów można napotkać w kilku miejscach.

## Roślinność
Szczyt oraz fragmenty północnych grzbietów porośnięte są lasami bukowymi, mieszanymi oraz świerkowymi regla dolnego, południowy grzbiet i zbocza zajmują pola uprawne oraz łąki.